# Vân Phúc
Vân Phúc là một xã thuộc huyện Phúc Thọ, thành phố Hà Nội, Việt Nam.
+  Phía Bắc bên kia sông Hồng giáp với xã Hồng Châu, huyện Yên Lạc, tỉnh Vĩnh Phúc
+ Phía Đông giáp với xã Vân Nam và Vân Hà.
+  Phía Tây và phía Nam giáp với xã Xuân Đình. Trên địa bàn xã có đường Tỉnh lộ 417 và đường đê hữu Hồng chạy qua.
- Xã Vân Phúc hiện có 6 cụm dân cư tương đương với các làng: Vĩnh Phúc, Vĩnh Thọ, Chi Nam, Lầy, Voi, Cơi. Xã có một nhà thờ Thiên Chúa giáo tại Thôn Vĩnh Thọ, có chợ Bãi, đình chùa, nghĩa trang liệt sĩ Vân Cốc chung của 3 xã Vân Nam,Vân Phúc Vân Hà. Xã cũng có bến đò ngang sông Hồng nối với huyện Yên Lạc tỉnh Vĩnh Phúc và một phần diện tích đất bãi bên tả ngạn sông Hồng giáp với xã Hồng Châu, huyện Yên Lạc, tỉnh Vĩnh Phúc.